# 灰白牙漢魚
灰白牙漢魚，為輻鰭魚綱銀漢魚目擬銀漢魚科的其中一種，分布於西南大西洋福克蘭群島、火地島、麥哲倫海峽淡水、半鹹水、海域，為溫帶魚類，棲息在底中層水域，生活習性不明。